# Béatrix de Bourbourg
Pour les articles homonymes, voir Bourbourg (homonymie).
Béatrix (née vers 1133, morte avant 1142 à Ardres), est la fille de Henri de Bourbourg, châtelain de Bourbourg (châtellenie de Bourbourg) (Famille de Bourbourg) et Sibylle de Guînes, héritière du comté de Guînes.

## Biographie
Sibylle de Guînes, mère de Béatrix, meurt immédiatement après l'accouchement.
Béatrix est atteinte de grandes infirmités telles que la pierre ou la gravelle. Son grand-père Manassès Ier de Guînes, peut-être sur les conseils de sa femme, lui fait épouser un seigneur anglais pour renforcer les liens avec ce pays.
Sa maladie est un des éléments qui amène son mari Albéric le Sanglier, qui était en fait Albéric ou Aubri III de Vere, fils d'Aubrey II de Vere et qui deviendra comte d'Oxford, ou à la quitter pour rejoindre son pays, le motif principal de ce départ étant la volonté d'Albert de rester à la cour du roi d'Angleterre. Seule, la mort de Manassès le rappela au comté de Guînes, sur les injonctions d'Henri Ier de Bourbourg (famille de Bourbourg), mais, après avoir pris possession du titre et rendu hommage à Thierry d'Alsace, comte de Flandre, il retourna en Angleterre laissant son épouse à Henri, le châtelain de Bourbourg, son père, et sa terre à la garde du seigneur de Ham.
Cependant, il avait un concurrent à la succession du comté de Guînes en la personne d'Arnould, seigneur de Tournehen, fils de Wenemar, châtelain de Gand, seigneur de Bornhem et de Gisèle ou Gilette, sœur de Manassès Ier de Guînes.
Arnould, profita de l'absence de l'époux de Béatrix, et prit le comté. En vain, les partisans de Béatrix, au nombre desquels se trouve sa grand-mère Emma d'Arques,  poussèrent-ils Albéric le Sanglier à intervenir : celui-ci préféra rester à la cour d'Étienne, roi d'Angleterre, où il était en grande considération.
Henri Ier de Bourbourg provoque le divorce de sa fille et la remarie à Baudouin d'Ardres, seigneur d'Ardres, précédemment allié d'Arnould de Gand. Le mariage dure peu, Béatrix décédant peu après. Baudouin reconnait alors Arnould comme comte de Guînes.
Béatrix fut inhumée au monastère de Sainte Marie de Capelle (Les Attaques), sans postérité.

## Mariages
- Mariée à Albéric Sanglier, noble anglais.
- Mariée à Baudouin d'Ardres.

Décédée sans postérité.

## Sources
- L'art de vérifier les dates des faits historiques, des chartes, des chroniques et autres anciens ... par Maur-François Dantine, Charles Clémencet, Saint-Allais (Nicolas Viton), Ursin Durand, François Clément
- Les libertés communales. Partie 2. Essai sur leur origine et leurs premiers développements en ... par Alphonse Guillaume Ghislain Wauters
- André Du Chesne, Histoire généalogique des maisons de Guines, d'Ardres, de Gand et de Coucy, Paris, 1631, pp. 130-134, lire en ligne.
- M. Prevost, « Arnoul, comtes de Guînes », dans Dictionnaire de Biographie française, Tome 3, 1939, Paris, Letouzey et Ané.
- Jean François Nieus, Les conflits familiaux et leur traitement dans l'"Historia comitum Ghisnensium" de Lambert d'Ardres, 14 pages, lire en ligne.